# Associação de Voleibol das Maldivas
A Associação de Voleibol das Maldivas  (em inglêsː Volleyball Association of Maldives, VAM) é  uma organização fundada em 1984 que governa a pratica de voleibol nas Maldivas, sendo membro da Federação Internacional de Voleibol e da Confederação Asiática de Voleibol, a entidade é responsável por  organizar  os campeonatos nacionais de  voleibol masculino e feminino no país.